# Tyrannicide
Ne doit pas être confondu avec Le Tyrannicide.
 (juillet 2019).
Si vous disposez d'ouvrages ou d'articles de référence ou si vous connaissez des sites web de qualité traitant du thème abordé ici, merci de compléter l'article en donnant les références utiles à sa vérifiabilité et en les liant à la section « Notes et références ».

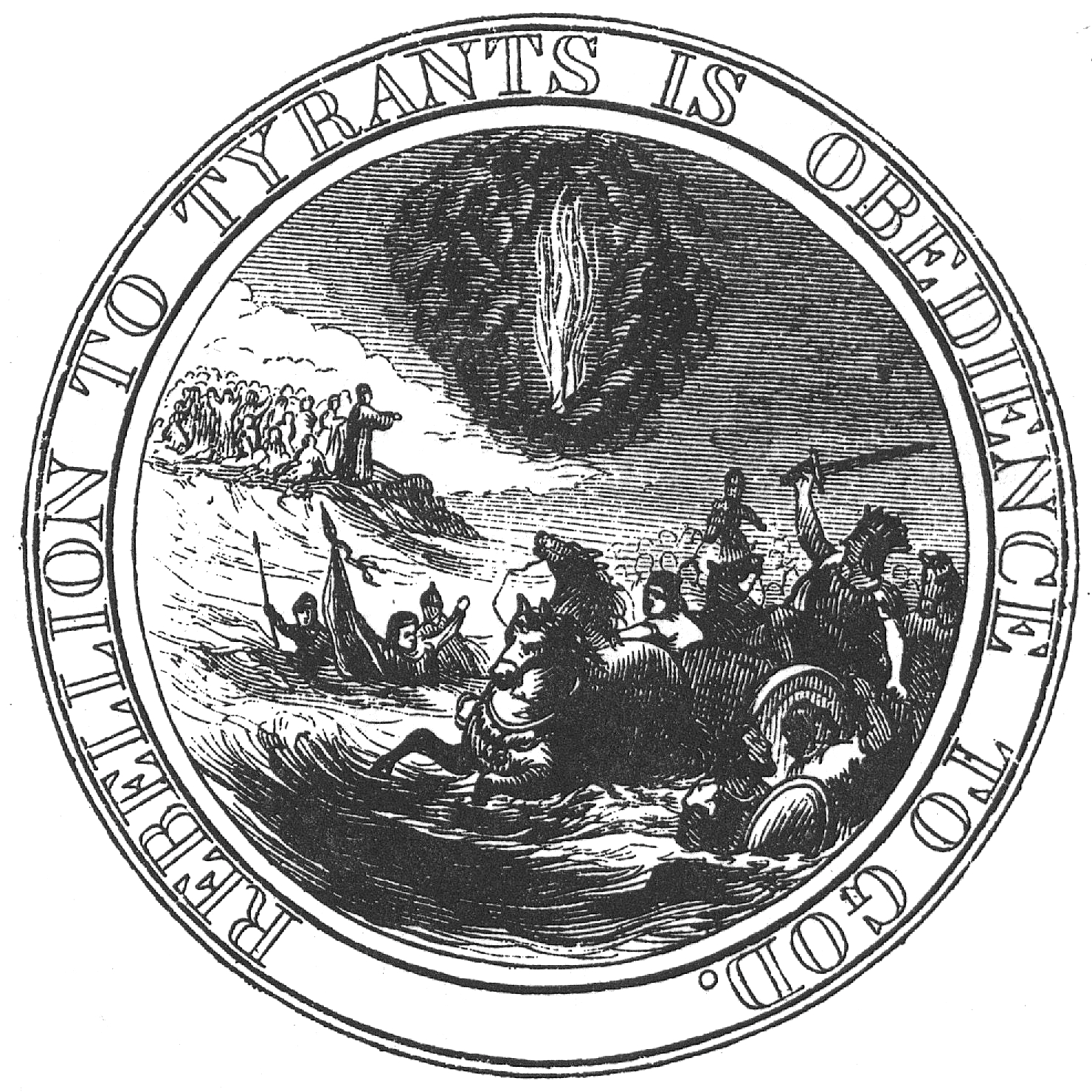
La suggestion de Benjamin Franklin pour le Grand Sceau des États-Unis comprenait la phrase « Rebellion to Tyrants is Obedience to God » (« Se rebeller contre les tyrans, c'est obéir à Dieu »).

Le tyrannicide est l'assassinat d'un tyran, c'est-à-dire d'un gouvernant ou d'un dirigeant qui a abandonné son rôle de meneur et protecteur de ses gouvernés pour devenir un despote ou un criminel. C'est un terme qui vient de la Grèce antique. Il est utilisé pour désigner comme « tyrannicides » Harmodios et Aristogiton, considérés comme deux héros et traités comme des martyrs de la liberté après la chute de Hipparque.

## Théorie politique
À Athènes un décret de -410, faisant suite au renversement du régime des Quatre-Cents absout tout assassin de tyran de représailles judiciaires ou religieuses. Sa théorisation aux époques postérieures inclut son débat dans la scolastique médiévale (Thomas d'Aquin) et moderne (Père Mariana), lequel représente sans doute un des précédents intellectuels aux révolutions bourgeoises inspirées par le libéralisme classique, en permettant moralement le droit de rébellion contre un pouvoir oppressif, et même le régicide ou mort du roi, en particulier lors de la Révolution française.
Le tyrannicide est un des sujets récurrents de l'Indépendance des États-Unis. On y trouve quelques apologies sur l'élimination des tyrans, ainsi cette phrase attribuée à Thomas Jefferson, « L'arbre de la liberté doit être revivifié de temps en temps par le sang des patriotes et des tyrans », ou la devise de l'état de Virginie « Sic semper tyrannis » (« Ainsi en est-il toujours des tyrans ») proposée par George Mason[réf. nécessaire].
Le tyrannicide est un concept qui sert de justification morale à certains actes que l'on appelle juridiquement magnicide[réf. souhaitée], soit l'assassinat d'un gouvernant ou d'un personnage notable. Moralement et tactiquement, le tyrannicide signifie qu'en frappant le despote et seulement lui, des innocents ne seront pas sacrifiés, contrairement à la révolution ou à la guerre civile[Interprétation personnelle ?] (voir assassinat ciblé).

### Source
- (es) Cet article est partiellement ou en totalité issu de l’article de Wikipédia en espagnol intitulé « Tiranicidio » (voir la liste des auteurs).